# La Clef (film, 1946)
Pour les articles homonymes, voir La Clef.
Série des films avec Basil Rathbone dans le rôle de Sherlock Holmes
Le Train de la mort
(1946)
Pour plus de détails, voir Fiche technique et Distribution.
La Clef ou Sherlock Holmes et la Clef (Dressed to Kill) est un film américain sorti en 1946, réalisé par Roy William Neill.
Il s’agit du quatorzième et dernier film avec Basil Rathbone et Nigel Bruce dans les rôles respectifs de Sherlock Holmes et du docteur Watson.
C’est aussi l’avant-dernier film du réalisateur Roy William Neill qui disparaît dans l’année.

## Synopsis
Lors d'une vente aux enchères à Londres, trois boîtes à musique identiques fabriquées à la prison du Dartmoor sont vendues à Julian "Stinky" Emery, William Kilgour et Evelyn Clifford. Immédiatement après la vente, le colonel Cavanaugh offre un pot-de-vin au commissaire-priseur, pour qu'il lui donne les adresses des acheteurs. 
La nuit suivante, Stinky rend visite à son vieil ami, le docteur Watson qui se trouve au 221B Baker Street chez Sherlock Holmes. Holmes et Watson évoquent ensemble la récente parution dans le Strand Magazine de la nouvelle Un scandale en Bohême, lorsque Stinky arrive et leur explique qu'on vient de lui voler une boîte à musique de faible valeur, ressemblant à celle qu'il avait achetée la veille lors de la vente aux enchères. Intrigué, Holmes se rend chez Stinky avec Watson pour voir la boîte en question, et s'intéresse à l'air inhabituel qu'elle joue. Après leur départ, Stinky reçoit la visite de Hilda Courtney, une de ses connaissances, qui lui demande la boîte à musique en cadeau. Lorsque Stinky refuse, Hamid, le chauffeur de Cavanaugh et Hilda, entre et le tue.
Holmes est prévenu du meurtre et revient chez Stinky pour enquêter sur la scène du crime. Voyant que la boîte à musique n'est plus là, il questionne le commissaire-priseur Crabtree, qui lui indique les adresses des acheteurs et lui donne la description de Cavanaugh. Holmes et Watson se dépêchent d'aller chez Kilgour pour examiner sa boîte à musique. La domestique leur permet, à contrecœur, d'entrer avant de partir faire des courses. À l'intérieur de la maison, ils trouvent une jeune fille ligotée dans la garde-robe. L'enfant explique que la femme qui vient de partir lui a volé sa boîte à musique. Holmes comprend trop tard qu'il ne s'agissait pas d'une domestique et qu'il a laissé partir une criminelle liée au meurtre de Stinky. Le spectateur voit à l'écran qu'il s'agit de Hilda Courtney, qui retire sa perruque de domestique dans un taxi.
Le lendemain, Hilda et Cavanaugh suivent Evelyn Clifford au magasin de jouets où elle travaille, mais découvrent que Holmes a déjà acheté la boîte à musique que celle-ci avait obtenue aux enchères. Holmes devine que les trois boîtes doivent former ensemble un message codé, et apprend qu'elles ont été conçues par un prisonnier du nom de John Davidson qui, il y a quelques années, a volé et caché un ensemble de plaques pour imprimer des billets de cinq livres.
Holmes remarque que la boîte à musique d'Evelyn Clifford joue un air légèrement différent de celle de Stinky. Il part alors trouver Joe Cisto, un artiste des bas-fonds londoniens qui peut identifier n'importe quelle mélodie. Joe affirme qu'il s'agit d'un air folklorique australien comportant quelques fausses notes, et lui écrit une partition avec les notes correctes. Holmes cherche toute la nuit à décoder un éventuel message. Enfin, à la suite d'une remarque de Watson au sujet de la numérotation des touches d'un piano, Holmes comprend que les notes fausses correspondent à des lettres. Il déchiffre alors « Derrière les livres troisième étagère secrétaire Dr S. », mais il sait qu'il ne s'agit que d'un tiers du message.
Parallèlement à ses recherches, le bureau du détective est saccagé par des voleurs à la recherche de la troisième boîte à musique. Holmes découvre que l'un des intrus a laissé derrière lui une cigarette exotique, ce qui lui permet de remonter jusqu'à Hilda Courtney. Il lui rend visite, mais est pris dans un piège tendu par Cavanaugh et Hamid, qui l'emmènent dans un entrepôt, lui passent des menottes, et déclenchent une arme chimique mortelle.
Pendant que Holmes essaie de s'échapper, Hilda Courtney rend visite à Watson en se présentant sous le nom de Miss Williams. Elle utilise alors une astuce mentionnée dans la nouvelle Un scandale en Bohême pour faire en sorte que Watson révèle l'emplacement de la boîte à musique. L'astuce consiste à faire croire à un départ d'incendie qui pousse Watson, par réflexe, à déplacer les biens précieux, en l'occurrence la boîte à musique, pour éviter que celle-ci ne brûle. Hilda envoie Watson chercher un extincteur et profite de son absence pour s'emparer de la boîte et partir. Lorsque Holmes rentre au 221B, Watson lui fait part du vol de la boîte puis mentionne par hasard une citation du Dr Samuel Johnson, qui donne un indice au détective quant à l'identité du « Dr S. ». Ils se rendent alors au mémorial de Samuel Johnson, dans lequel se trouve le secrétaire mentionné dans le message codé. Avec l'aide de Scotland Yard, ils arrêtent les trois voleurs alors que ceux-ci étaient en train de récupérer les plaques.

## Fiche technique
- Titre français : La Clef
- Titre original : Dressed to Kill
- Réalisation : Roy William Neill
- Scénario et adaptation : Frank Gruber et Leonard Lee d'après Arthur Conan Doyle
- Photographie : Maury Gertsman
- Montage : Saul A. Goodkind
- Direction artistique : Martin Obzina et Jack Otterson
- Décorateur de plateau : Russell A. Gausman et Edward R. Robinson
- Costumes : Vera West
- Producteurs : Howard Benedict (producteur exécutif) et Roy William Neill
- Production et distribution : Universal Pictures
- Pays de production :  États-Unis
- Langue : Anglais
- Format : Noir et Blanc (il existe une version colorisée) - Son : Mono (Western Electric Recording)
- Genre : Film policier
- Durée : 76 minutes
- Dates de sortie :
  - États-Unis : 24 mai 1946 (New York)
  - États-Unis : 7 juin 1946 (sortie nationale)

## Distribution
- Basil Rathbone : Sherlock Holmes
- Nigel Bruce : Dr Watson
- Patricia Morison : Hilda Courtney
- Edmund Breon : 'Stinky' Emery
- Frederick Worlock : Colonel Cavanaugh
- Carl Harbord : Inspecteur Hopkins
- Patricia Cameron : Evelyn Clifford
- Holmes Herbert : Ebenezer Crabtree
- Harry Cording : Hamid
- Mary Gordon : Mme Hudson
- Ian Wolfe : Commissaire de Scotland Yard